# Afgezonken tunnel
Een afgezonken tunnel is een tunnel gebouwd volgens een bepaalde tunnelconstructiemethode. De afgezonken tunnel wordt (meestal) toegepast bij het kruisen van een vaarweg.
De tunnelconstructie bestaat uit geprefabriceerde losse afzinkelementen, gemaakt op een bouwdok en (over het water) gesleept naar de bouwplaats. Hier worden de elementen stuk voor stuk afgezonken.

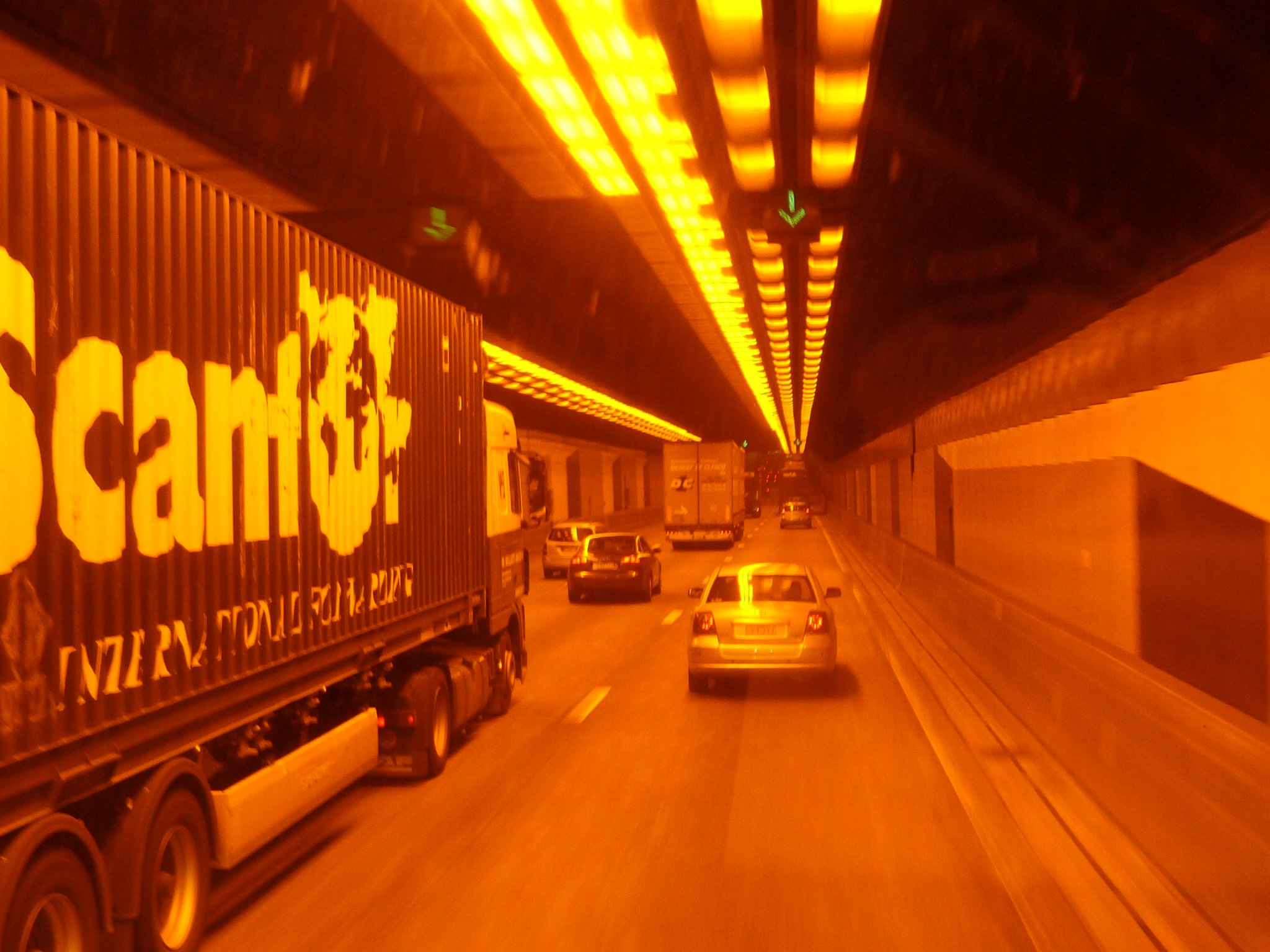
In de Kennedytunnel onder de Schelde in Antwerpen

## De afzinkmethode
Bij de afzinkmethode worden in een droogdok of tijdelijke polder afzonderlijke tunnelsegmenten gebouwd, die aan de beide kopeinden van een tijdelijke afsluiting worden voorzien. Wanneer de tunnelelementen klaar zijn, laat men het droogdok zinken of breekt men de polder open. De tunnelelementen blijven dan drijven en worden naar de plaats waar de tunnel komt gesleept, waar ze worden neergelaten in een speciaal hiervoor gebaggerde sleuf of op de rivier- of kanaalbodem.
Vaak hebben tunnelelementen aan een van de uiteinden een rubber afdichtingsprofiel, het zogeheten Gina-profiel.  Door de ruimte tussen de eindschotten van de tunnels leeg te pompen ontstaat een onderdruk, die de twee tunnelelementen stevig tegen elkaar gedrukt, waardoor het Gina-profiel platgedrukt wordt en ook onder de druk van de volledige waterkolom waterdicht afsluit.

De bevaarbaarheid van de te kruisen rivier is bepalend voor deze bouwwijze. Zowel de vaardiepte als de vaarbreedte moeten groter zijn dan de hoogte en de breedte van elk tunnelelement.

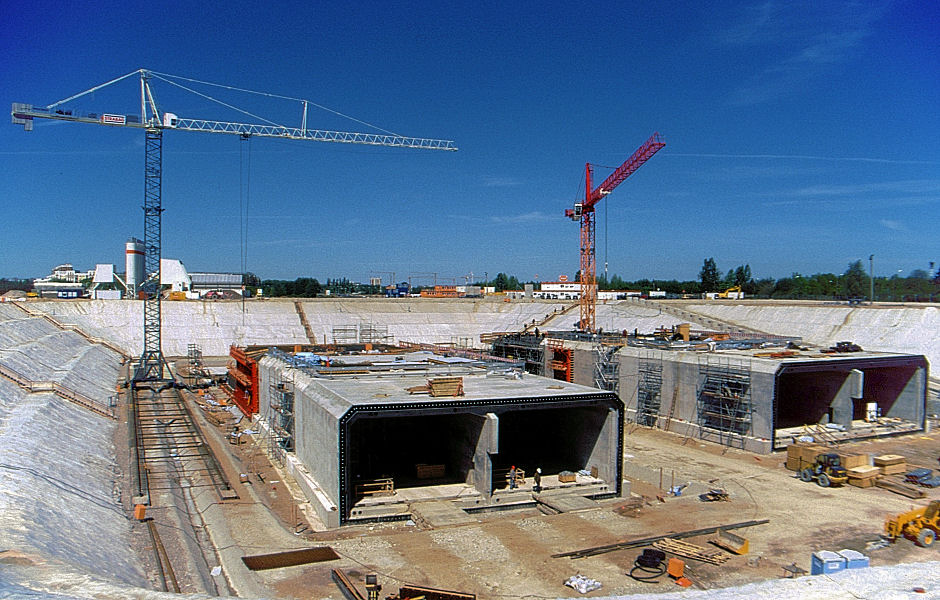
Bouw in het droogdok van de elementen voor de Warnowtunnel, Rostock

### Fundering
Vervolgens wordt de tunnel vastgezet in de sleuf. Aanvankelijk gebeurde dit door grind rond de tunnel te storten; dit is de reden dat de eerste afgezonken tunnels een rond dwarsprofiel hebben.
Later werd er zand onder en naast de tunnel gespoten; dit heet de onderspoelmethode, waardoor een rechthoekig dwarsprofiel mogelijk werd.
Daarna werden de afdichtingen aan de kopeinden verwijderd en werd de tunnel afgewerkt.
De onderspoelmethode is uitgevonden door de destijds Deense firma Christiani & Nielsen. In 1972, toen er gedacht werd aan een af te zinken tunnel in de Westerschelde, was dit systeem vanwege de grote diepte en stroming aldaar onmogelijk toe te passen en werd onderzoek gedaan naar het aanbrengen van het funderingszand met een leiding door de bodem van de afgezonken elementen in plaats van buitenaf. Dit werd onderzocht door de speurwerkafdeling van de Ballast-Nedam groep en wel op ware schaal met een betonnen bodemelement van 10 bij 10 m in een proefopstelling te Jutphaas. Uit alle gegevens bleek dit een voortreffelijke oplossing te zijn en is deze in een toegekend octrooi vastgelegd en sinds de bouw van de Vlaketunnel in 1975 steeds weer toegepast, het meest recent in 2012 bij de afgezonken metrotunnel in het IJ te Amsterdam. Dit procedé wordt het "onderstromen" genoemd in plaats van het eerder genoemde "onderspoelen".
Bij de in de jaren zestig gebouwde tunnel onder de Maas voor de Rotterdamse metro is niet de onderspoelmethode gebruikt, maar werden heipalen geheid. Nadat de tunneldelen boven de heipalen gemanoeuvreerd waren, werd de ruimte tussen de heipaal en het tunneldeel opgevuld door een nylonzak tussen de heipaal vol te persen met cementgrout. Dit was nodig omdat het niet mogelijk is heipalen allemaal even ver uit de ondergrond te laten steken.

### Lekken tegengaan

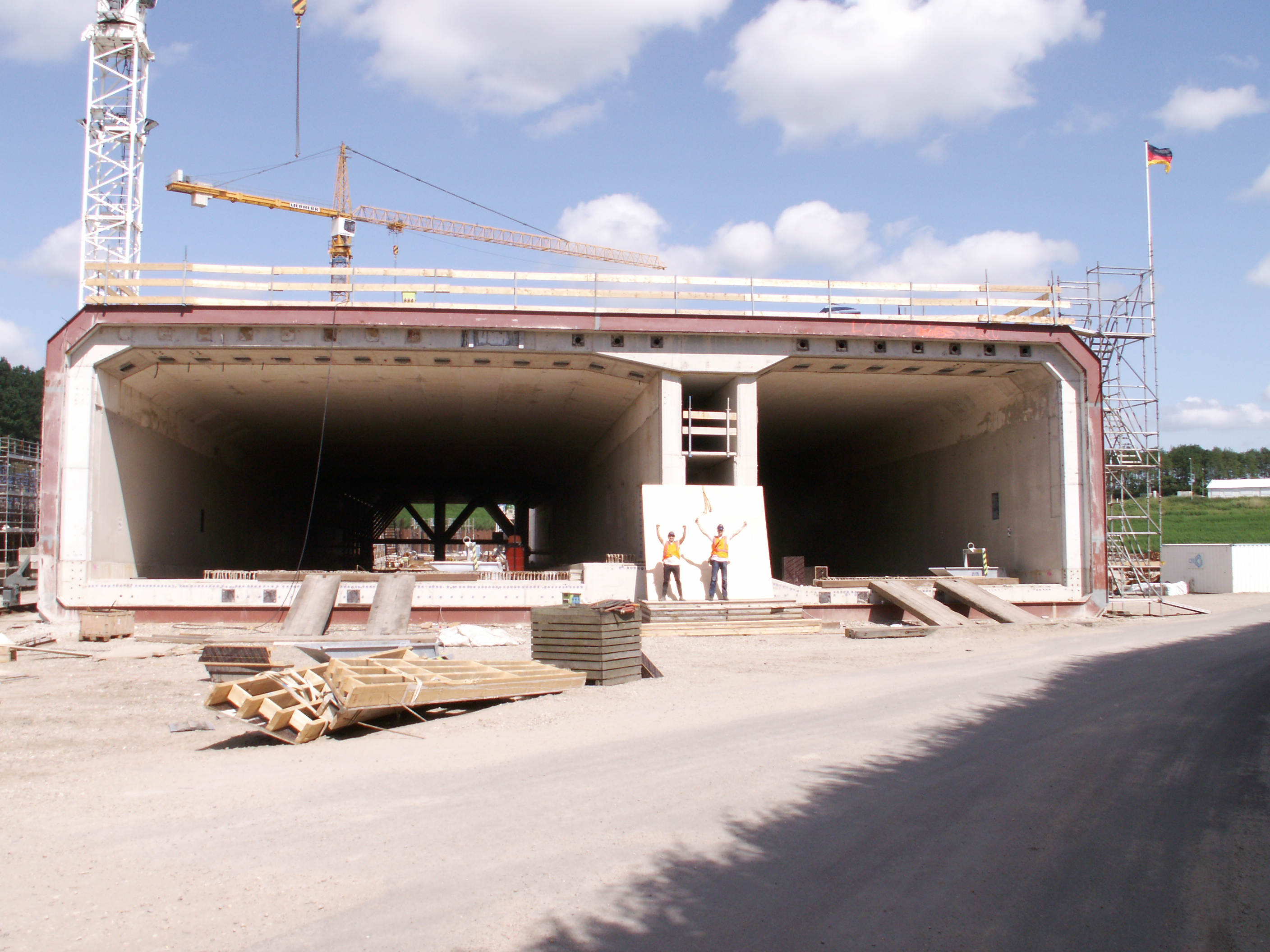
Zinkelement 2e Coentunnel in aanbouw in bouwdok in Barendrecht

Het tegengaan van lekken is bij tunnelbouw heel belangrijk. Gewapend beton is van zichzelf nagenoeg waterdicht. Bij de bouw van de tunneldelen wordt echter meestal eerst de vloer gestort, die vervolgens uithardt. Daarna worden de wanden en het dak gestort. Tijdens het verharden van het beton neemt de temperatuur van het nog verse beton toe. Wanneer het beton de hoogste temperatuur bereikt heeft, is het uitgehard. Daarna daalt de temperatuur weer, waardoor het jonge beton krimpt. Doordat het nieuw gestorte beton hard is, mist het de flexibiliteit om de krimp die ontstaat door de afkoeling, op te vangen. Hierdoor ontstaat een scheur over het hele grensvlak met het eerder gestorte beton van de vloer en scheuren in de wanden van de tunnel. Hierdoor is de aansluiting tussen de vloer en de wanden van het tunneldeel niet waterdicht en de wanden ook niet; daar moet dus iets aan worden gedaan. Bij de Maastunnel is daarom rond de hele betonconstructie een bekleding van aaneengelaste staalplaten aangebracht. Bij latere tunnels bleef deze bekleding met staalplaat beperkt tot de vloer en werden de wanden en het dak bekleed met enige lagen gebitumeerd glasvilt dat lijkt op asfaltpapier dat voor dakbedekkingen wordt gebruikt. Dit heeft als groot nadeel dat deze laag erg kwetsbaar is tijdens het drijvend transport naar de plaats van bestemming. Daarom werd deze laag voorzien van een bescherming in de vorm van een tien tot vijftien centimeter dikke plaat van gewapend beton.

### Geen scheuren
Omdat de bovenbeschreven bescherming tamelijk kostbaar is, werd gezocht naar een methode waarbij de bitumenlaag kon worden weggelaten. Bij de noord-zuidlijn van de Rotterdamse metro werd het dwarsprofiel zodanig vormgegeven dat de bekisting zó kon worden geconstrueerd dat het mogelijk werd het dwarsprofiel in één keer te storten. Daardoor waren er geen temperatuurverschillen tussen de vloer, de wanden en het dak tijdens het uitharden van het beton.
Bij utilitaire tunnels worden de zinkelementen opgebouwd uit 'moten', die op hun kopse kant 'staand' gestort worden, en daarna een kwartslag gedraaid, en met epoxyhars aan elkaar gelijmd. Een voorspanning in de langsrichting zorgt voor de vereiste sterkte in de langsrichting. Deze methode is voor het eerst toegepast bij de grondduiker bij Jutphaas, waardoor het water van de Vaartsche Rijn onder het Amsterdam-Rijnkanaal wordt geleid.
Tegenwoordig wordt een derde methode algemeen toegepast. Hierbij wordt ernaar gestreefd te voorkomen dat tijdens het uitharden van het beton de temperatuur oploopt als gevolg van de chemische reacties die plaatsvinden. Ten eerste wordt zo min mogelijk cement gebruikt, omdat dit het deel is van de mortel dat de chemische reacties veroorzaakt, en daarmee ook de temperatuurstijging. Bij beton voor tunnelbouw wordt ca. 275 kilogram cement per kubieke meter gebruikt, terwijl bij andere constructies ca. 325 kg gebruikelijk is. Een belangrijkere maatregel is echter het koelen van het uithardende beton door in de wand stalen buizen van 2½ cm op te nemen, waardoor tijdens het uitharden koud water wordt gepompt dat, nadat het de warmte van het beton heeft opgenomen, naar een koelaggregaat gevoerd wordt, en vervolgens met de juiste begintemperatuur weer door het uithardende beton gepompt wordt. De eerste tunnel waarbij deze methode werd toegepast waren de caissons voor de metro in Amsterdam (hoewel deze tunnel niet volgens de afzinkmethode gebouwd is). Deze methode leidt tot duidelijke financiële besparingen en wordt daarom tegenwoordig algemeen toegepast.

## Bekende afgezonken tunnels
- De oudste afgezonken tunnel is de Detroit Windsor Tunnel tussen Detroit, Michigan in de VS, en Windsor, Ontario in Canada.
- De eerste afgezonken tunnel met rechthoekig dwarsprofiel is de Maastunnel in Rotterdam.
- De breedste afgezonken tunnel is de Drechttunnel onder de Oude Maas tussen Dordrecht en Zwijndrecht.
- De grootste afgezonken tunnel is de Beneluxtunnel, goed voor ca. 52.000 m³ waterverplaatsing.
- De langste overspanning is de Sontverbinding tussen Denemarken en Zweden, een combinatie van een afzinktunnel, de Drogdentunnel (4 km), en een brug, de Sontbrug (16 km).
- De diepst aangelegde afgezonken tunnel is de intercontinentale MarmaRay-spoortunnel van Istanboel in Turkije, met een afgezonken diepte van 60,46 m.

## Trivia
- Voor het afzinken van de metrobuis van de eerste Metro van Rotterdam is voor een deel van de tunnels een kanaal gegraven, waarin een tunnel afgezonken is. Na het afzinken van de tunnelelementen is dit kanaal weer gedempt. Bij het realiseren van deze afgezonken tunnel werd gebruikgemaakt van een aantal nieuwe vindingen, waarvan de waterdichte afsluiting door middel van een Gina-profiel dat wereldwijd is toegepast.[3] Tot die tijd was men aangewezen op zogenaamde caissonarbeid om de afgezonken tunneldelen waterdicht aan elkaar te koppelen. Deze methode is kostbaar, vereist speciaal personeel, is tijdrovend en is op druk bevaren rivieren kwetsbaar. Door toepassing van het naar de filmster Gina Lollobrigida vernoemde GINA-profiel kunnen de tunnelsegmenten flexibel worden verbonden met gebruik van de hydrostatische druk.

## Nederlandse afgezonken tunnels en aquaducten
Verkeerstunnels
- De Maastunnel, Rotterdam 1942
- De Eerste Coentunnel, Amsterdam 1966
- De Eerste Beneluxtunnel, Rotterdam 1967
- De IJ-tunnel, Amsterdam 1968
- De Eerste Heinenoordtunnel, Barendrecht 1969
- De Vlaketunnel, Zuid-Beveland (Kapelle-Reimerswaal), 1975
- De Drechttunnel, Dordrecht 1977
- De Kiltunnel, Dordrecht 1977
- De Prinses Margriettunnel, Uitwellingerga 1977 (ook wel Prinses Margrietaquaduct genoemd)
- De Botlektunnel, Rotterdam 1980
- De Zeeburgertunnel, Amsterdam 1990
- De Noordtunnel, IJsselmonde 1992
- De Wijkertunnel, Velsen 1996
- De Piet Heintunnel, Amsterdam 1997
- De Tweede Beneluxtunnel, Rotterdam 2002
- De Burgemeester Thomassentunnel, Rotterdam 2004
- De Roertunnel (ca. 600 van de 2445 meter), Roermond 2004
- De Tweede Coentunnel, Amsterdam 2013
- De MaasDeltatunnel, Rotterdam 2023 afgezonken, opening medio 2024

Spoortunnels
- De Hemtunnel, Amsterdam 1985
- De Willemsspoortunnel, Rotterdam 1993
- Een gedeelte van de tweede Schipholspoortunnel, Luchthaven Schiphol/Station Schiphol Airport 2001
- Tunnel Oude Maas, Dordrecht 2006
- Tunnel Dordtsche Kil, Dordrecht 2006 (ook deels open bouwkuip)

Metrotunnels
- De Erasmuslijn, Rotterdam 1966
- De Spijkenisser metrotunnel, Rotterdam 1985
- De Calandlijn (sectie onder de Coolhaven), Rotterdam 1986
- De Tweede Beneluxtunnel, Rotterdam 2002
- De Noord/Zuidlijn (sectie onder het IJ en het Centraal Station), Amsterdam 2013

Utilitaire tunnels
- De Watertransporttunnel onder het Amsterdam-Rijnkanaal
- De Servicetunnel Hollandsch Diep
- De Servicetunnel Oude Maas

Aquaducten
- Het Akwadukt Mid-Fryslân, Grouw 1992
- Het Galamadammen Akwadukt, Galamadammen, Koudum 2007
- Het Dampoort-aquaduct, Middelburg 2010

## Belgische afgezonken tunnels
Verkeerstunnels
- De Kennedytunnel, Antwerpen 1969
- De Rupeltunnel, Boom 1982
- De Liefkenshoektunnel, Antwerpen 1991
- De Oosterweeltunnel, Antwerpen (gepland)